# Gebäudekunde
Gebäudekunde bezeichnet im Wesentlichen die Lehre von der typologischen Differenzierung und Erfassbarkeit von Gebäuden. Es ist eine Unterdisziplin im Fach Architektur.
Ziel ist es, durch die Analyse der pragmatischen Parameter, die die jeweiligen Gebäude bestimmen, zur Vermittlung einer komplexen gesamtheitlichen Betrachtung zu kommen. Im Einzelnen werden in dieser Disziplin die folgenden Aspekte untersucht:
- Typologie
- Funktion
- Konstruktion
- Form, Kubatur
- Material, Farbe, Licht
- Nutzung und Nutzungsansprüche
- Flächen- und Raumbedarf
- Historische Entwicklung von Typus und Erscheinung
- Gesellschaftliche und sozio-kulturelle Randbedingungen
- etc.